# 楠叶冬青
楠叶冬青（学名：Ilex machilifolia）是冬青科冬青属的植物，为中国的特有植物。分布在中国大陆的云南等地，生长于海拔1,700米至2,000米的地区，一般生于山地林中，目前已由人工引种栽培。